# ماری کی آدامز
ماری کی آدامز (انگلیسی: Mary Kay Adams؛ زادهٔ ۱۲ سپتامبر ۱۹۶۲) یک هنرپیشه اهل ایالات متحده آمریکا است. وی از سال ۱۹۸۴ میلادی تاکنون مشغول فعالیت بوده‌است.